# CSI-DOS
CSI-DOS는 소련의 마이크로컴퓨터 Elektronika BK-0011M 및 Elektronika BK-0011를 대상으로 사마라에서 개발된 운영 체제이다. CSI-DOS는 초기 BK-0010을 지원하지 않았다. CSI-DOS는 자체 파일 시스템을 사용하였으며 컬러 그래픽스 비디오 모드만 지원했다. 이 시스템은 하드와 플로피 드라이브, 컴퓨터 메모리의 램 드라이브를 모두 지원했다. AY-3-8910 및 AY-3-8912 뮤직 코프로세서와 함께 동작하는 소프트웨어, 그리고 코복스 스피치 싱도 포함하였다. 이 시스템에 특화되어 설계된 수많은 게임과 데모가 존재한다.